# Somebody Else
«Somebody Else» — сингл британской рок группы The 1975. Он был выпущен 15 февраля 2016 года. Песня достигла 5 места в хит-параде Alternative Songs, и в настоящий момент это самый успешный сингл для группы в этом рейтинге. Он также достиг 55 строчки хит-парада в Великобритании и 34 в Австралии. NME назвал её второй лучшей песней 2016 года.

## Музыкальное видео
Музыкальное видео для песни было выпущено 7 июля 2016 года. Видеоклип напоминает короткометражный фильм Дэвида Линча «Кролики». Ведущий певец Мэтт Хили входит в гостиную в клоунском макияже, который ранее был замечен в видеоклипе «A Change of Heart», на диване сидит женщина, опустив голову вниз. Как и у Линча, действия Хили в комнате случайным образом озвучены закадровым смехом, включая крики и аплодисменты. Он снимает свой клоунский макияж, садится на диван и разговаривает искаженным голосом перед женщиной, прежде чем снова уйти. Далее, видеоряд сменяется, появляются цветные кадры. Хили пытается справиться с горем, он плачет, выпивает, танцует и в конечном итоге остается наедине с незнакомкой на заднем сиденье автомобиля. Ближе к концу Хили приходит в себя и понимает, что все это были лишь галлюцинации, а некоторые персонажи являются отражением самого себя. Видео было основано на истории, написанной Хили.

## Чарты

### Еженедельные списки
| Чарт (2016-17)                               | Высшая позиция |
| -------------------------------------------- | -------------- |
| Австралия (ARIA)                             | 34             |
| Ирландия (IRMA)                              | 70             |
| Шотландия (OCC Scotland)                     | 29             |
| Великобритания (OCC UK Singles)              | 55             |
| США (Billboard Bubbling Under Hot 100)       | 20             |
| США (Billboard Adult Pop Airplay)            | 29             |
| США (Billboard Alternative Airplay)          | 5              |
| США (Billboard Hot Rock & Alternative Songs) | 8              |